# Odile Orset
Odile Orset (née Ohier le 19 novembre 1963 à Dinan) est une athlète française, spécialiste du cross-country et de courses de fond. Elle est la sœur de Marie-Hélène Ohier.

## Biographie
Elle est médaillée de bronze sur 10 000 mètres et termine quatrième sur 3 000 mètres aux Jeux de la Francophonie 1989 à Casablanca.
Elle remporte le cross court du Championnat de France de cross-country en 1993 et est médaillée de bronze par équipes en cross long aux Championnats du monde de cross-country 1993 à Amorebieta-Etxano. Elle est ensuite médaillée d'argent en cross long par équipes aux Championnats d'Europe de cross-country 1994 à Alnwick.
Elle termine première de la Corrida de Langueux en 1994.